# Edmond Nzeza-Nlandu
 (décembre 2024).
Si vous disposez d'ouvrages ou d'articles de référence ou si vous connaissez des sites web de qualité traitant du thème abordé ici, merci de compléter l'article en donnant les références utiles à sa vérifiabilité et en les liant à la section « Notes et références ».
Edmond Nzeza Nlandu né 15 septembre 1924 à Mpangu dans le territoire de Madimba, district de Lukaya, province du Kongo Central et mort le 28 avril 1977 est un homme politique congolais, fondateur de l'alliance de bakongo.

## Biographie
Edmond Nzeza Nlandu est descendant des rois du Congo par son père ( Don Alfonso Ier : roi du Congo au XVème siècle << voir ancien royaume du Congo. ). il a fait ses études primaires de 1932 à 1937 à l’Institut St-Joseph de Léopoldville et, de 1937 à 1939, il poursuit ses humanités anciennes en A.E.F. à Brazzaville avant d'aller les achever au petit séminaire de Lemfu dans le diocèse de Kisantu jusqu’en 1942. Puis  au grand séminaire de Mayidi où il fit trois ans de philosophie thomiste, un an de probation et quatre ans de théologie catholique jusqu’en 1950.
Après ces 8 années de brillantes études universitaires, il tomba malade au moment où il se préparait pour entrer à l’Université grégorienne de Rome pour devenir docteur en droit canon.Après six mois d’hospitalisation, le jury des docteurs l’obligea a abandonner son rêve de devenir prêtre, aux grands pleurs de ses parents, de ses professeurs et de Mgr Verwimp, évêque de Kisantu, qui voulait faire de lui son successeur. En juin 1950, il changea et devint comptable aux H.C.B. Après un terme de trois ans, sa formation distinguée et sa conscience professionnelle le firent passer comme fonctionnaire à la Caisse d’Epargne de 1950 à 1956 avec promesse formelle d’en devenir le 1er directeur congolais. C’est pendant qu’il travaillait aux H.C.B. qu’il créa en 1951 l’Abako et qu’il édita le journal Kongo dia Ngunga,,,